# Joaquim Vítor da Silva
Joaquim Vítor da Silva foi um coronel da Guarda Nacional e seringalista brasileiro.
Foi vice-presidente da República do Acre, tendo assumido a presidência de 15 de março a 25 de abril de 1900.